# Campeonato Metropolitano 1975 (Argentina)
El Torneo Metropolitano 1975 fue el quincuagésimo quinto de la era profesional y el primero de los dos disputados ese año organizados por la AFA, en lo que fue la 45.ª temporada del fútbol profesional en la Primera División de Argentina. 
Se dirimió por el sistema de todos contra todos, en dos ruedas de ida y vuelta, entre el 16 de febrero y el 17 de agosto. 
El Club Atlético River Plate fue campeón luego de 17 temporadas sin obtener ningún título, terminando de esta manera con la mayor racha negativa de su historia, con la particularidad de que el partido en que se consagró, jugado en el estadio de Vélez Sarsfield contra la Asociación Atlética Argentinos Juniors por la penúltima fecha del certamen, fue disputado por jóvenes de las divisiones inferiores, ya que los planteles profesionales se encontraban en huelga. El partido concluyó con un triunfo por 1 a 0, con gol de Rubén Norberto Bruno.
Obtuvo así el derecho a participar de la Copa Libertadores 1976, junto con el campeón del siguiente Torneo Nacional.
Por otra parte, los descensos volvieron a ser anulados, por tercera temporada consecutiva, y todos los equipos participantes disputaron el Nacional.

## Ascensos y descensos
| Pos | Equipos ascendidos |
| --- | ------------------ |
| 1.º | Temperley          |
| 2.º | Unión              |

| Equipos descendidos en la temporada 1974 |
| ---------------------------------------- |
| No hubo                                  |

De este modo, se aumentó a 20 el número de participantes.

## Equipos
| Equipo             | Ciudad       |
| ------------------ | ------------ |
| All Boys           | Buenos Aires |
| Argentinos Juniors | Buenos Aires |
| Atlanta            | Buenos Aires |
| Banfield           | Banfield     |
| Boca Juniors       | Buenos Aires |
| Chacarita Juniors  | Villa Maipú  |
| Colón              | Santa Fe     |
| Estudiantes        | La Plata     |
| Ferro Carril Oeste | Buenos Aires |
| Gimnasia y Esgrima | La Plata     |
| Huracán            | Buenos Aires |
| Independiente      | Avellaneda   |
| Newell's Old Boys  | Rosario      |
| Racing Club        | Avellaneda   |
| River Plate        | Buenos Aires |
| Rosario Central    | Rosario      |
| San Lorenzo        | Buenos Aires |
| Temperley          | Temperley    |
| Unión              | Santa Fe     |
| Vélez Sarsfield    | Buenos Aires |

### Distribución geográfica de los equipos
| Región                 | Cant. | Equipos |
| ---------------------- | ----- | --- |
| Ciudad de Buenos Aires | 9     | All Boys, Argentinos Juniors, Atlanta, Boca Juniors, Ferro Carril Oeste, Huracán, River Plate, San Lorenzo y Vélez Sarsfield |
| Conurbano bonaerense   | 5     | Banfield, Chacarita Juniors, Independiente, Racing Club y Temperley                                                          |
| Provincia de Santa Fe  | 4     | Colón, Newell's Old Boys, Rosario Central y Unión                                                                            |
| Ciudad de La Plata     | 2     | Estudiantes y Gimnasia y Esgrima                                                                                             |

## Tabla de posiciones final
| Pos. | Equipo                  | Pts. | PJ | PG | PE | PP | GF | GC | Dif. |
| ---- | ----------------------- | ---- | -- | -- | -- | -- | -- | -- | ---- |
| 1.º  | River Plate             | 55   | 38 | 23 | 9  | 6  | 72 | 38 | 34   |
| 2.º  | Huracán                 | 51   | 38 | 21 | 9  | 8  | 73 | 46 | 27   |
| 3.º  | Boca Juniors            | 50   | 38 | 22 | 6  | 10 | 80 | 40 | 40   |
| 4.º  | Unión                   | 49   | 38 | 20 | 9  | 9  | 65 | 42 | 23   |
| 5.º  | Estudiantes (LP)        | 47   | 38 | 18 | 11 | 9  | 68 | 51 | 17   |
| 6.º  | Colón                   | 47   | 38 | 16 | 15 | 7  | 60 | 48 | 12   |
| 7.º  | Rosario Central         | 41   | 38 | 15 | 11 | 12 | 75 | 51 | 24   |
| 8.º  | Ferro Carril Oeste      | 40   | 38 | 14 | 12 | 12 | 61 | 58 | 3    |
| 9.º  | Vélez Sarsfield         | 39   | 38 | 13 | 13 | 12 | 50 | 47 | 3    |
| 10.º | Newell's Old Boys       | 38   | 38 | 11 | 16 | 11 | 47 | 43 | 4    |
| 11.º | San Lorenzo             | 34   | 38 | 11 | 12 | 15 | 56 | 63 | −7   |
| 12.º | Gimnasia y Esgrima (LP) | 34   | 38 | 11 | 12 | 15 | 55 | 71 | −16  |
| 13.º | Independiente           | 33   | 38 | 12 | 9  | 17 | 49 | 55 | −6   |
| 14.º | Atlanta                 | 33   | 38 | 13 | 7  | 18 | 62 | 69 | −7   |
| 15.º | Chacarita Juniors       | 32   | 38 | 11 | 10 | 17 | 47 | 72 | −25  |
| 16.º | Racing Club             | 31   | 38 | 7  | 17 | 14 | 60 | 91 | −31  |
| 17.º | Banfield                | 28   | 38 | 7  | 14 | 17 | 57 | 73 | −16  |
| 18.º | All Boys                | 28   | 38 | 9  | 10 | 19 | 43 | 65 | −22  |
| 19.º | Argentinos Juniors      | 25   | 38 | 8  | 9  | 21 | 46 | 70 | −24  |
| 20.º | Temperley               | 25   | 38 | 7  | 11 | 20 | 44 | 77 | −33  |

### Evolución de las posiciones
| Equipo / Jornada   | 1  | 2  | 3  | 4  | 5  | 6  | 7  | 8  | 9  | 10 | 11 | 12 | 13 | 14 | 15 | 16 | 17 | 18 | 19 | 20 | 21 | 22 | 23 | 24 | 25 | 26 | 27 | 28 | 29 | 30 | 31 | 32 | 33 | 34 | 35 | 36 | 37 | 38 |
| Equipo / Jornada   |    |    |    |    |    |    |    |    |    |    |    |    |    |    |    |    |    |    |    |    |    |    |    |    |    |    |    |    |    |    |    |    |    |    |    |    |    |    |
| ------------------ | -- | -- | -- | -- | -- | -- | -- | -- | -- | -- | -- | -- | -- | -- | -- | -- | -- | -- | -- | -- | -- | -- | -- | -- | -- | -- | -- | -- | -- | -- | -- | -- | -- | -- | -- | -- | -- | -- |
| River Plate        | 13 | 7  | 5  | 3  | 3  | 2  | 1  | 1  | 1  | 1  | 1  | 1  | 1  | 1  | 1  | 1  | 1  | 1  | 1  | 1  | 1  | 1  | 1  | 1  | 1  | 1  | 1  | 1  | 1  | 1  | 1  | 1  | 1  | 1  | 1  | 1  | 1  | 1  |
| Huracán            | 9  | 10 | 14 | 11 | 8  | 10 | 7  | 9  | 8  | 6  | 6  | 9  | 10 | 8  | 6  | 6  | 4  | 4  | 6  | 6  | 6  | 4  | 5  | 4  | 6  | 6  | 7  | 5  | 6  | 5  | 4  | 4  | 4  | 3  | 3  | 2  | 3  | 2  |
| Boca Juniors       | 18 | 19 | 16 | 15 | 17 | 18 | 14 | 7  | 11 | 14 | 10 | 11 | 9  | 10 | 12 | 14 | 14 | 12 | 11 | 9  | 10 | 7  | 7  | 7  | 7  | 7  | 6  | 4  | 4  | 4  | 3  | 3  | 3  | 2  | 2  | 4  | 2  | 3  |
| Unión              | 4  | 3  | 1  | 1  | 1  | 3  | 2  | 2  | 2  | 2  | 2  | 2  | 2  | 2  | 2  | 2  | 2  | 3  | 2  | 4  | 2  | 2  | 3  | 2  | 3  | 2  | 2  | 2  | 2  | 2  | 2  | 2  | 2  | 4  | 4  | 3  | 4  | 4  |
| Estudiantes (LP)   | 13 | 5  | 3  | 3  | 5  | 5  | 8  | 6  | 6  | 5  | 5  | 5  | 6  | 5  | 7  | 7  | 5  | 4  | 4  | 3  | 4  | 5  | 6  | 5  | 4  | 4  | 5  | 6  | 7  | 6  | 5  | 5  | 5  | 5  | 5  | 5  | 5  | 5  |
| Colón              | 15 | 14 | 17 | 14 | 17 | 13 | 10 | 13 | 12 | 10 | 7  | 6  | 5  | 6  | 6  | 8  | 7  | 6  | 5  | 5  | 5  | 6  | 4  | 6  | 5  | 5  | 3  | 3  | 3  | 3  | 6  | 6  | 6  | 6  | 6  | 6  | 6  | 6  |
| Rosario Central    | 6  | 7  | 9  | 10 | 13 | 8  | 9  | 12 | 14 | 13 | 14 | 13 | 14 | 12 | 10 | 9  | 8  | 7  | 7  | 7  | 7  | 8  | 10 | 11 | 10 | 12 | 8  | 8  | 9  | 8  | 8  | 8  | 8  | 8  | 8  | 8  | 7  | 7  |
| Ferro Carril Oeste | 18 | 10 | 7  | 6  | 6  | 6  | 4  | 3  | 4  | 3  | 3  | 3  | 3  | 3  | 3  | 3  | 3  | 2  | 3  | 2  | 3  | 3  | 2  | 3  | 2  | 3  | 4  | 7  | 5  | 7  | 7  | 7  | 7  | 7  | 7  | 7  | 8  | 8  |
| Vélez Sarsfield    | 17 | 18 | 18 | 19 | 19 | 19 | 19 | 19 | 19 | 18 | 20 | 18 | 16 | 16 | 15 | 16 | 16 | 15 | 16 | 16 | 15 | 14 | 14 | 14 | 13 | 10 | 9  | 9  | 8  | 9  | 9  | 9  | 9  | 9  | 9  | 9  | 9  | 9  |
| Newell's Old Boys  | 2  | 1  | 6  | 7  | 7  | 7  | 6  | 8  | 7  | 9  | 11 | 14 | 15 | 11 | 9  | 10 | 10 | 10 | 9  | 8  | 11 | 10 | 11 | 12 | 11 | 13 | 13 | 10 | 11 | 11 | 10 | 11 | 10 | 10 | 11 | 10 | 10 | 10 |
| San Lorenzo        | 9  | 12 | 10 | 12 | 11 | 14 | 17 | 14 | 15 | 16 | 16 | 16 | 17 | 17 | 17 | 17 | 17 | 19 | 17 | 18 | 18 | 17 | 17 | 16 | 16 | 17 | 17 | 17 | 16 | 15 | 16 | 15 | 15 | 14 | 13 | 13 | 13 | 11 |
| Gimnasia (LP)      | 2  | 2  | 4  | 5  | 4  | 4  | 5  | 5  | 5  | 7  | 8  | 8  | 7  | 7  | 5  | 4  | 6  | 9  | 10 | 11 | 9  | 11 | 9  | 9  | 8  | 8  | 10 | 11 | 10 | 12 | 11 | 12 | 12 | 11 | 12 | 12 | 12 | 12 |
| Independiente      | 1  | 4  | 2  | 2  | 2  | 1  | 3  | 4  | 3  | 4  | 4  | 4  | 4  | 4  | 4  | 5  | 9  | 8  | 8  | 10 | 8  | 9  | 8  | 8  | 9  | 9  | 12 | 13 | 12 | 10 | 12 | 10 | 11 | 12 | 10 | 11 | 11 | 13 |
| Atlanta            | 15 | 17 | 19 | 20 | 20 | 20 | 20 | 20 | 20 | 20 | 19 | 19 | 20 | 18 | 18 | 19 | 18 | 17 | 19 | 17 | 14 | 18 | 18 | 18 | 17 | 19 | 18 | 18 | 20 | 18 | 20 | 17 | 17 | 17 | 17 | 16 | 16 | 14 |
| Chacarita Juniors  | 4  | 12 | 11 | 16 | 14 | 11 | 13 | 11 | 10 | 12 | 13 | 10 | 13 | 13 | 16 | 12 | 13 | 14 | 14 | 15 | 17 | 16 | 16 | 17 | 19 | 16 | 16 | 15 | 15 | 14 | 14 | 14 | 14 | 15 | 15 | 15 | 14 | 15 |
| Racing Club        | 7  | 9  | 14 | 17 | 15 | 16 | 12 | 10 | 9  | 8  | 9  | 7  | 8  | 9  | 11 | 13 | 11 | 11 | 12 | 12 | 12 | 12 | 13 | 13 | 14 | 11 | 11 | 12 | 13 | 13 | 13 | 13 | 13 | 13 | 14 | 14 | 15 | 16 |
| Banfield           | 7  | 16 | 13 | 8  | 9  | 12 | 16 | 17 | 17 | 17 | 17 | 17 | 18 | 20 | 20 | 18 | 19 | 18 | 17 | 19 | 19 | 19 | 19 | 19 | 18 | 18 | 19 | 19 | 18 | 19 | 19 | 18 | 18 | 18 | 18 | 17 | 17 | 17 |
| All Boys           | 9  | 15 | 12 | 13 | 12 | 15 | 15 | 16 | 16 | 15 | 15 | 12 | 11 | 14 | 13 | 11 | 12 | 13 | 13 | 13 | 13 | 13 | 12 | 10 | 12 | 14 | 14 | 14 | 14 | 16 | 15 | 16 | 16 | 16 | 16 | 18 | 18 | 18 |
| Argentinos Juniors | 9  | 6  | 8  | 9  | 10 | 9  | 11 | 15 | 13 | 11 | 12 | 15 | 12 | 15 | 14 | 15 | 15 | 16 | 15 | 14 | 16 | 15 | 15 | 15 | 15 | 15 | 15 | 16 | 17 | 17 | 17 | 19 | 19 | 19 | 19 | 19 | 19 | 19 |
| Temperley          | 20 | 19 | 20 | 18 | 16 | 17 | 18 | 18 | 18 | 19 | 18 | 20 | 19 | 19 | 19 | 20 | 20 | 20 | 20 | 20 | 20 | 20 | 20 | 20 | 20 | 20 | 20 | 20 | 20 | 20 | 18 | 20 | 20 | 20 | 20 | 20 | 20 | 20 |

1. 1 2 3 4 5 6 7 8 9 10  Su partido correspondiente a la 37.ª fecha se jugó tras la 38.ª fecha.
2. 1 2  Tuvieron un partido pendiente entre la 4.ª y la 8.ª fecha.
3. 1 2  Tuvieron un partido pendiente entre la 3.ª y la 6.ª fecha.

Nota: Los partidos correspondientes a la fecha 24 se jugaron después de la fecha 25. Por lo tanto, en la tabla de evolución de posiciones en la columna de la fecha 24 se tienen en cuenta los encuentros de la fecha 25 y viceversa.

## Descensos y ascensos
Al haberse anulado los descensos, con el ascenso de Quilmes y San Telmo, el número de equipos participantes del Campeonato Metropolitano 1976 aumentó a 22.

## Goleadores
| Jugador              | Jugador            | Goles | Equipo                  |
| -------------------- | ------------------ | ----- | ----------------------- |
| Bandera de Argentina | Héctor Scotta      | 32    | San Lorenzo             |
| Bandera de Argentina | Carlos Morete      | 24    | River Plate             |
| Bandera de Argentina | Mario Kempes       | 22    | Rosario Central         |
| Bandera de Argentina | Norberto Alonso    | 20    | River Plate             |
| Bandera de Argentina | Carlos Della Savia | 18    | Gimnasia y Esgrima (LP) |